# Mexikos damlandslag i fotboll
Mexikos damlandslag i fotboll representerar Mexiko i fotboll på damsidan. Första officiella landskampen spelades i Jesolo, Italien den 6 juli 1970, där de vann med 9–0 mot Österrike.
Mexiko har deltagit i tre världsmästerskap för damer. Vid VM 1999 i USA slutade de sist i grupp B efter Brasilien, Tyskland och Italien. Vid VM 2011 i Tyskland slutade de trea i grupp B efter England och Japan, men före Nya Zeeland.
Mexiko har deltagit vid sju av de åtta CONCACAF Gold Cup som arrangerats, enda gången de inte deltagit var 1993. De har tagit sig till final två gånger, 1998 och 2010, men förlorat båda gångerna mot Kanada. De har även tagit tre brons.

## Laguppställning
Följande spelare är uttagna till VM 2015.
| Nr | Pos. | Namn                      | Födelsedatum (ålder) | Matcher | Mål |         | Klubb                  |
| -- | ---- | ------------------------- | -------------------- | ------- | --- | ------- | ---------------------- |
| 1  | MV   | Cecilia Santiago          | 19 oktober 1994      | 39      | 0   |         | –                      |
| 2  | F    | Kenti Robles              | 15 februari 1991     | 40      | 0   | Spanien | RCD Espanyol           |
| 3  | F    | Christina Murillo         | 28 januari 1993      | 22      | 0   | USA     | Univ. of Michigan      |
| 4  | F    | Alina Garciamendez        | 16 april 1991        | 46      | 1   |         | –                      |
| 5  | F    | Valeria Miranda           | 18 augusti 1992      | 12      | 0   | Mexiko  | Pumas UNAM             |
| 6  | MF   | Jennifer Ruiz             | 9 augusti 1983       | 31      | 4   |         | –                      |
| 7  | MF   | Nayeli Rangel (lagkapten) | 28 februari 1992     | 67      | 6   |         | –                      |
| 8  | MF   | Teresa Noyola             | 15 april 1990        | 38      | 3   | USA     | Houston Dash           |
| 9  | A    | Charlyn Corral            | 11 september 1991    | 28      | 15  | Finland | Merilappi United       |
| 10 | MF   | Stephany Mayor            | 23 september 1991    | 50      | 10  | Mexiko  | UDLA Puebla            |
| 11 | A    | Mónica Ocampo             | 4 januari 1987       | 73      | 14  | USA     | Sky Blue FC            |
| 12 | MV   | Pamela Tajonar            | 2 december 1984      | 37      | 0   | Spanien | Sevilla FC             |
| 13 | F    | Greta Espinoza            | 5 juni 1995          | 11      | 0   | USA     | Arizona Strikers       |
| 14 | F    | Arianna Romero            | 29 juli 1992         | 29      | 1   | USA     | Washington Spirit      |
| 15 | F    | Bianca Sierra             | 25 juni 1992         | 30      | 0   | USA     | Boston Breakers        |
| 16 | MF   | Mónica Alvarado           | 11 januari 1991      | 20      | 0   | USA     | Texas Christian Univ.  |
| 17 | MF   | Veronica Perez            | 18 maj 1988          | 73      | 8   | USA     | Washington Spirit      |
| 18 | MF   | Amanda Perez              | 31 juli 1994         | 4       | 0   | USA     | Univ. of Washington    |
| 19 | A    | Renae Cuéllar             | 24 juni 1990         | 26      | 7   | USA     | Washington Spirit      |
| 20 | MF   | Maria Sánchez             | 20 februari 1996     | 0       | 0   |         | Idaho State University |
| 21 | A    | Ariana Calderon           | 12 maj 1990          | 6       | 1   | Island  | IBV Vestmannaeyjar     |
| 22 | MF   | Fabiola Ibarra            | 2 februari 1994      | 3       | 0   | Mexiko  | Club Tijuana           |
| 23 | MV   | Emily Alvarado            | 9 juni 1998          | 0       | 0   | USA     | Texas Rush             |